# Master và Johnson
Masters và Johnson là một nhóm nghiên cứu, bao gồm William H. Masters và Virginia E. Johnson, tiên phong nghiên cứu về bản chất của đáp ứng tình dục của con người và chẩn đoán và điều trị rối loạn và rối loạn chức năng tình dục từ năm 1957 đến những năm 1990.
Công việc của Masters và Johnson bắt đầu ở Khoa Phụ sản tại Đại học Washington ở St. Louis và được tiếp tục tại tổ chức nghiên cứu phi lợi nhuận độc lập mà họ thành lập tại St. Louis vào năm 1964, ban đầu được gọi là Quỹ nghiên cứu sinh học sinh sản và đổi tên thành Viện Masters và Johnson vào năm 1978.
Trong giai đoạn đầu của nghiên cứu của Masters và Johnson, từ năm 1957 đến năm 1965, họ đã ghi lại một số dữ liệu phòng thí nghiệm đầu tiên về giải phẫu và sinh lý học của phản ứng tình dục của con người dựa trên quan sát trực tiếp của 382 phụ nữ và 312 người đàn ông theo ước tính của họ. 10.000 chu kỳ đáp ứng tình dục hoàn chỉnh ". Những phát hiện của họ, đặc biệt là về bản chất của phụ nữ hưng phấn tình dục (ví dụ, mô tả các cơ chế của bôi trơn âm đạo và làm sáng tỏ quan niệm được tổ chức rộng rãi trước đó rằng bôi trơn âm đạo có nguồn gốc từ cổ tử cung và cực khoái (cho thấy rằng sinh lý của phản ứng cực khoái giống hệt nhau cho dù kích thích là âm vật hay âm đạo, và, riêng biệt, chứng minh rằng một số phụ nữ có khả năng đa năng), xua tan nhiều quan niệm sai lầm từ lâu.
Họ đã cùng nhau viết hai văn bản kinh điển trong lĩnh vực này, Phản ứng tình dục của con người và Bất cập về tình dục của con người (Human Sexual Response và Human Sexual Inadequacy), được xuất bản lần lượt vào năm 1966 và 1970. Cả hai cuốn sách này đều bán chạy nhất và được dịch ra hơn ba mươi ngôn ngữ. Đội đã được giới thiệu vào St. Đại lộ danh vọng Louis
 Ngoài ra, chúng là trọng tâm của một bộ phim truyền hình được gọi là Masters of Sex (Các bậc thầy tình dục) cho Showtime dựa trên tiểu sử 2009 viết bởi tác gia Thomas Maier.